# Nikolaus I. (Werle)

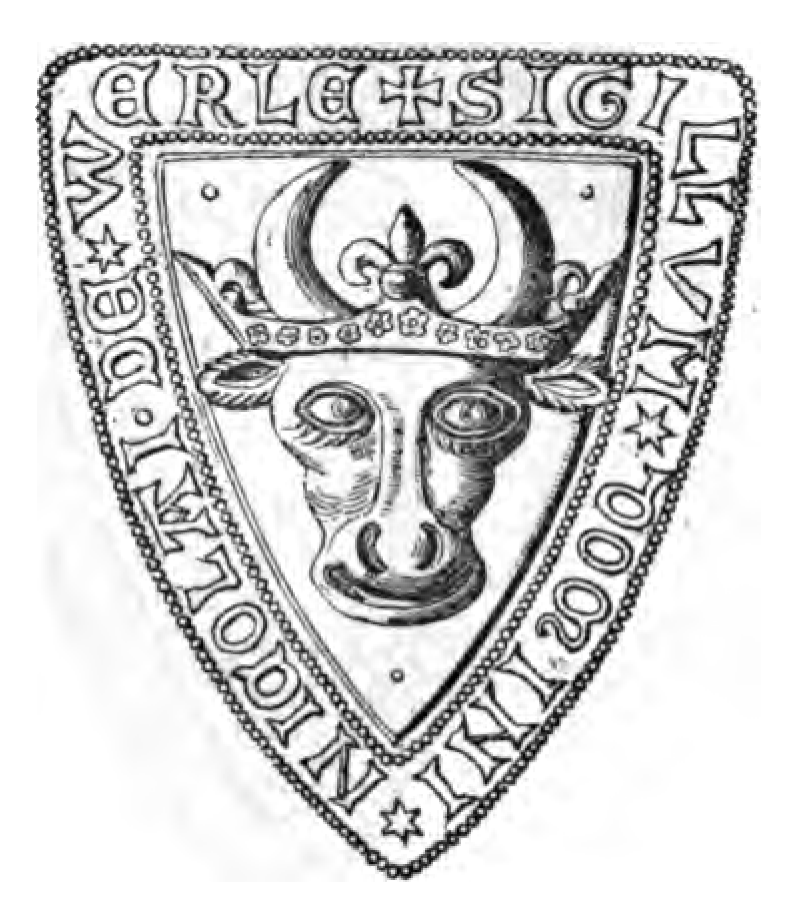
Siegel von Nikolaus I. Werle, 1240

Nikolaus I., Herr zu Werle (* um 1210; † 7. Mai 1277); war von 1229 bis 1234 Herr zu Rostock und von 1234 bis 1277 Herr zu Werle.
Nikolaus war ein jüngerer Sohn des Fürsten Heinrich Borwin II. und dessen Frau Christine († nach 1248), einer Tochter des Königs Wilhelm I. von Schottland.
Im Zuge der Ersten Mecklenburgischen Hauptlandesteilung von 1234 wurde ihm die Herrschaft (Fürstentum) Werle zugesprochen. Nikolaus übernahm für seinen Bruder Heinrich Borwin III. bis zu dessen Volljährigkeit die Verwaltung des Landes Rostock. Er führte zusammen mit Barnim I. Krieg gegen die Markgrafschaft Brandenburg und verlor Perleberg, Wesenberg und Penzlin. Er konnte aber nach dem Tod seines Bruders Pribislaw I. Parchim, Plau und Goldberg für sich sichern. Er schlichtete noch 1275 einen Bruderkrieg seiner Söhne, welche nach seinem Tod das Land aufteilten.
Er übte starken Einfluss bei den Stadtgründungen in seinem Gebiet aus, die er als Mittel zur Kolonisation sah. Nikolaus I. gilt als Gründer der Städte Penzlin (gegr. 14. März 1235) und Röbel (gegr. 21. Januar 1261).
Etwa 1231 heiratete er Jutta von Anhalt, die Tochter des Fürsten Heinrichs I. von Anhalt.
Nikolaus I. starb wahrscheinlich in Plau, von wo aus sein Leichnam zur Beisetzung ins Doberaner Münster gebracht wurde.

## Kinder
- Tochter, ⚭ Konrad I. Graf von Gützkow, Vogt von Salzwedel, um 1284
- Tochter, ⚭ Albrecht I., Herr zu Mecklenburg
- Bernhard I., Herr zu Werle
- Hedwig († 1287), ⚭ Johann II., Markgraf von Brandenburg
- Heinrich I., Herr zu Werle-Güstrow
- Johann I., Herr zu Werle-Parchim
- Margarethe (1232–1285), ⚭ (1248) Moritz I. Graf von Spiegelberg[2]